# Michael Christian Lyngsie
Michael Christian Lyngsie, född 1864, död 1932, var en dansk fackföreningsman.
Lyngsie intog en dominerande plats inom den danska fackföreningsrörelsen. Han var ledare för Arbejdsmændenes Forbund 1891-96 och för Dansk Arbejdsmandsforbud från dess stiftande 1896 till 1927. Trots sin någon diktatormässiga ledning av förbundet torde Lyngsie ha varit Danmarks mest populäre arbetarledare. Politiskt var hans insatser av mindre betydelse. Han tillhörde Folketinget 1898-1906 och Landstinget från 1925.